# Marine de Nagasaki
Pour les articles homonymes, voir Marine (prénom).
Marine de Nagasaki ou Marina d'Omura est une sainte catholique japonaise, morte martyre à Nagasaki en 1634. Elle est fêtée le 11 novembre, et le 28 septembre avec l'ensemble des seize martyrs de Nagasaki.

## Biographie
Marine de Nagasaki est une représentante de la première chrétienté du Japon, fondée par François Xavier en 1549. Tertiaire de l'ordre de saint Dominique depuis 1626, elle était au service des missionnaires catholiques de Nagasaki. Elle fut arrêtée en 1634 pendant la persécution anti-chrétienne du shogun Iemitsu Tokugawa. On essaya de lui faire abjurer la foi chrétienne sous la torture et les humiliations. Elle mourut brûlée, attachée à un poteau entre plusieurs feux.
« Elle expira comme un pain cuit au four, brûlée plutôt par l'amour divin que par le feu matériel ».
Sous le nom de Marina d'Omura, c'est une des seize martyrs de Nagasaki béatifiés par Jean-Paul II à Manille aux Philippines le 18 février 1981. Omura est un faubourg de Nagasaki. Elle est canonisée le 18 octobre 1987 à Rome, place Saint-Pierre.

### Articles liés
- Guillaume Courtet, missionnaire dominicain, martyrisé à Nagasaki en 1637
- Kirishitan, terme désignant les chrétiens au Japon
- Paul Miki, martyrisé en 1597